# Ngà

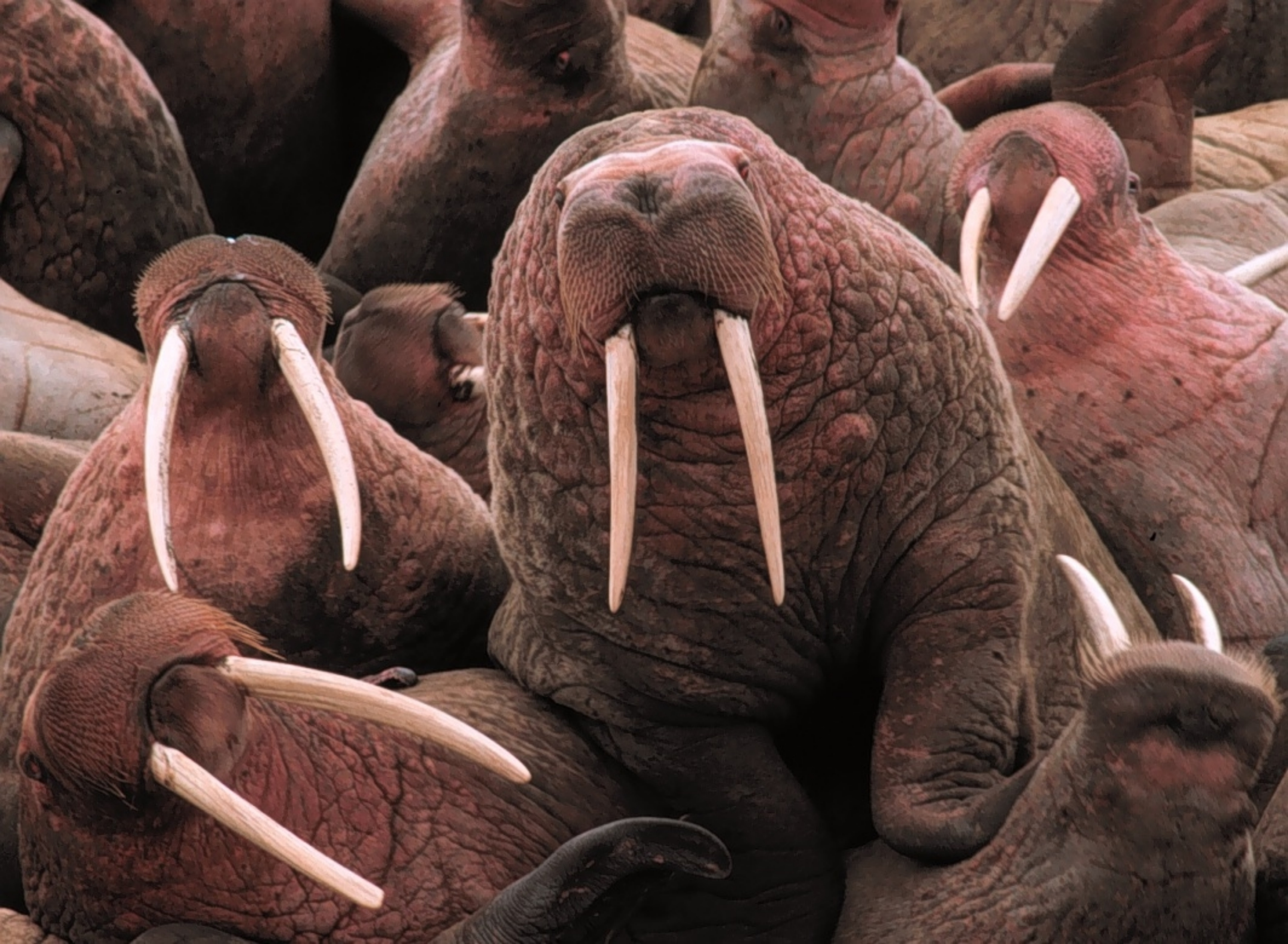
Hải mã với những cặp ngà của chúng

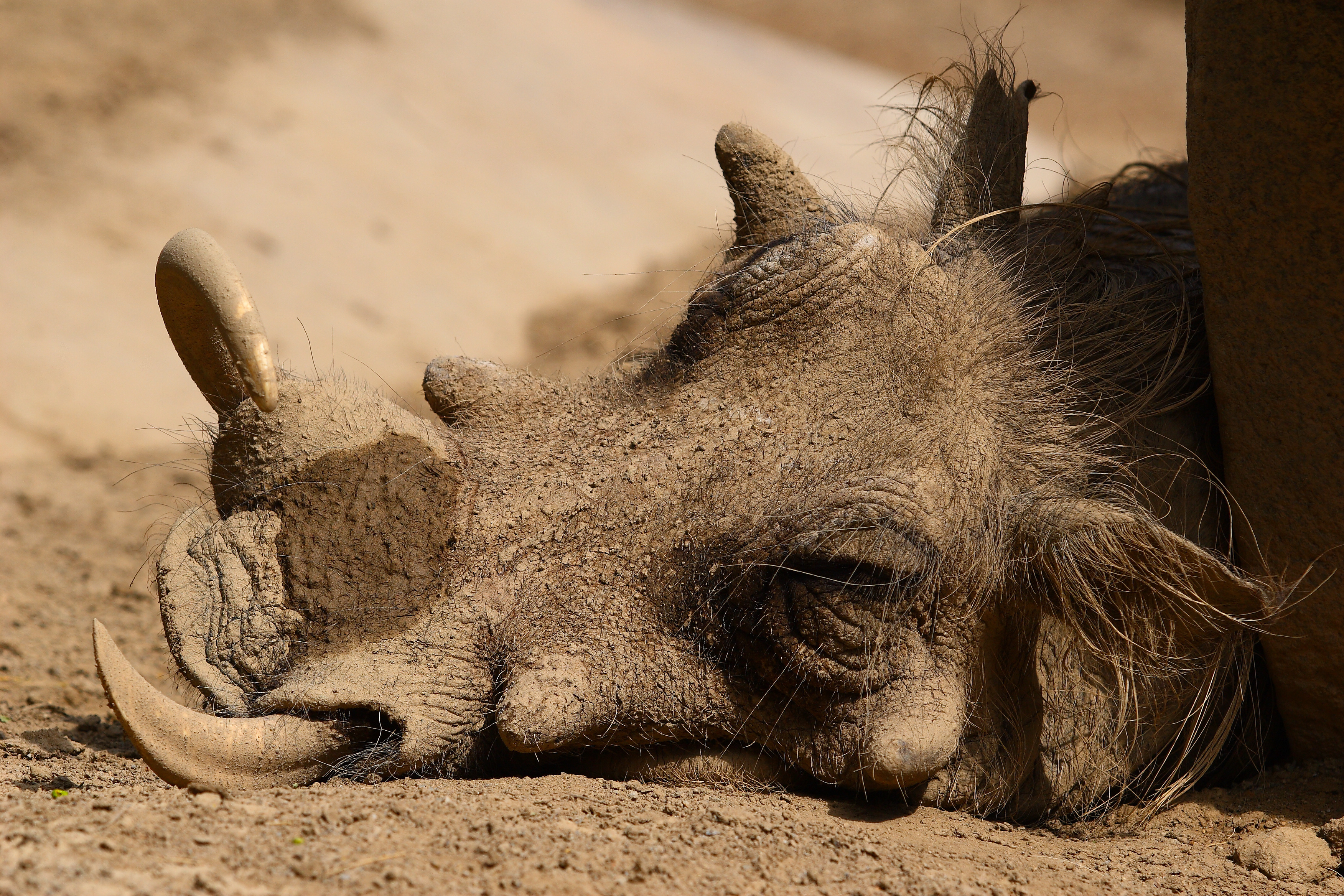
Lợn nanh sừng châu Phi

Ngà là phần răng được kéo dài, phát triển liên tục về phía trước, thường nhưng không luôn mọc thành cặp, nhô vượt ra ngoài miệng của một số loài động vật có vú. Nguồn gốc phổ biến nhất của ngà là răng nanh, như với heo và hải mã, hoặc, trong trường hợp của voi, là răng cửa kéo dài. Trong các loài có ngà, thường cả con đực và con cái có ngà mặc dù ngà của con đực thường lớn hơn. Ngà thường bị cong, ngoại lệ có thể kể tới ngà (hay sừng) kỳ lân biển vốn thẳng và có cấu trúc xoắn ốc.

## Công dụng
Ngà có nhiều công dụng tùy thuộc vào loài động vật sở hữu nó. Nó thường được dùng để thể hiện sự thống trị, đặc biệt ở các con đực, hoặc dùng trong các mục đích tự vệ trước kẻ thù. Voi dùng ngà để làm công cụ đào và khoan. Hải mã sử dụng ngà của chúng để bám chặt và chuyên chở trên băng.
Ngà được sử dụng bởi con người như nguyên liệu để sản xuất các đồ tạo tác, đồ trang sức, hay trước đây còn được dùng để làm ra phím đàn piano. Do đó, nhiều loài thú có ngà đã bị săn bắt với lý do thương mại và một số đang bị đe dọa. Việc buôn bán ngà voi đã bị hạn chế nghiêm trọng của Công ước Liên hợp quốc về buôn bán quốc tế các loài động thực vật hoang dã (CITES).

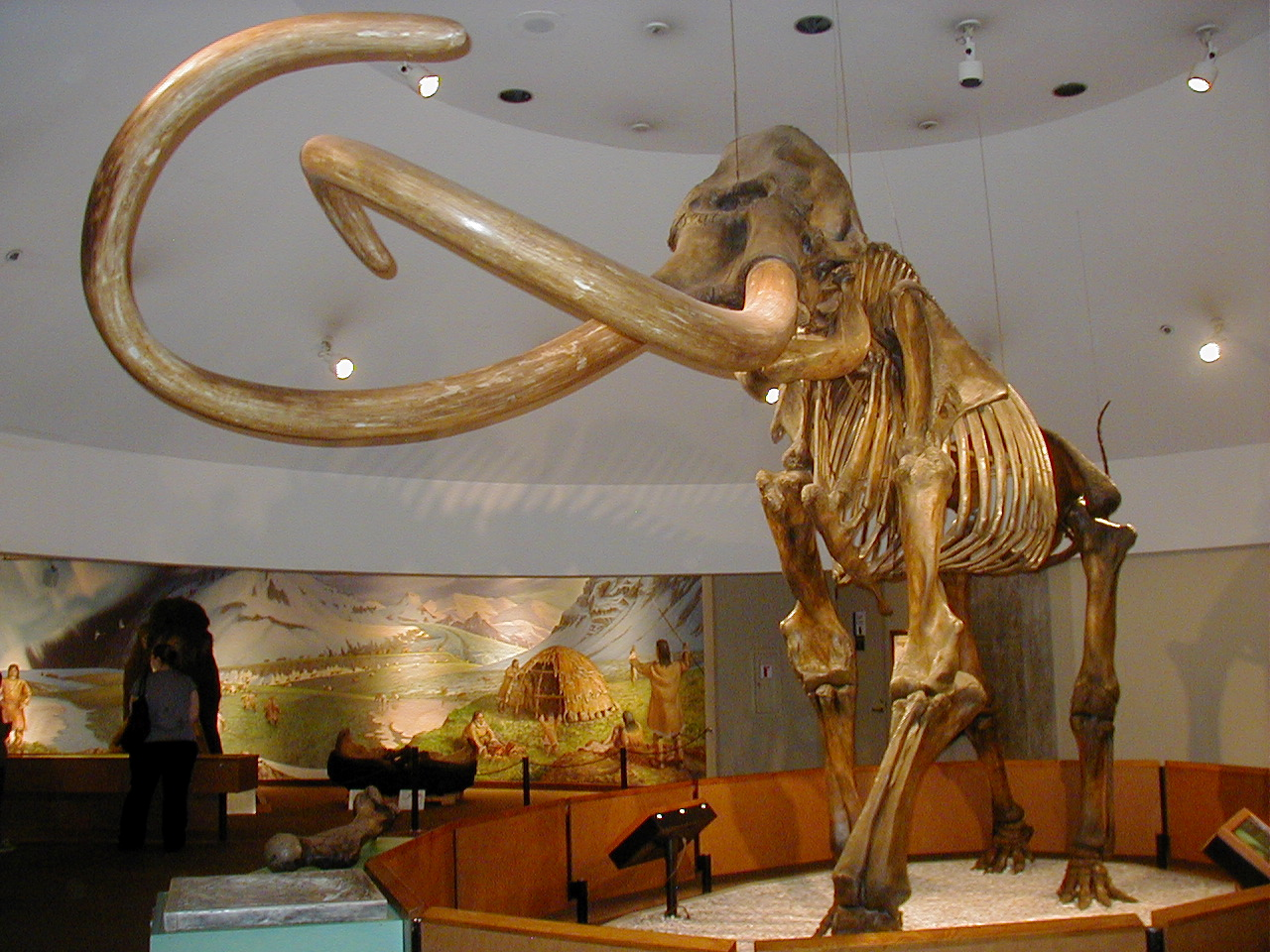
Ngà voi ma mút Columbia
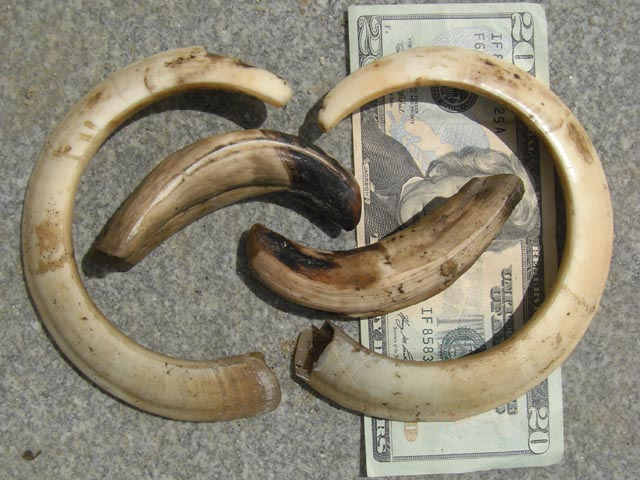
Ngà lợn lòi
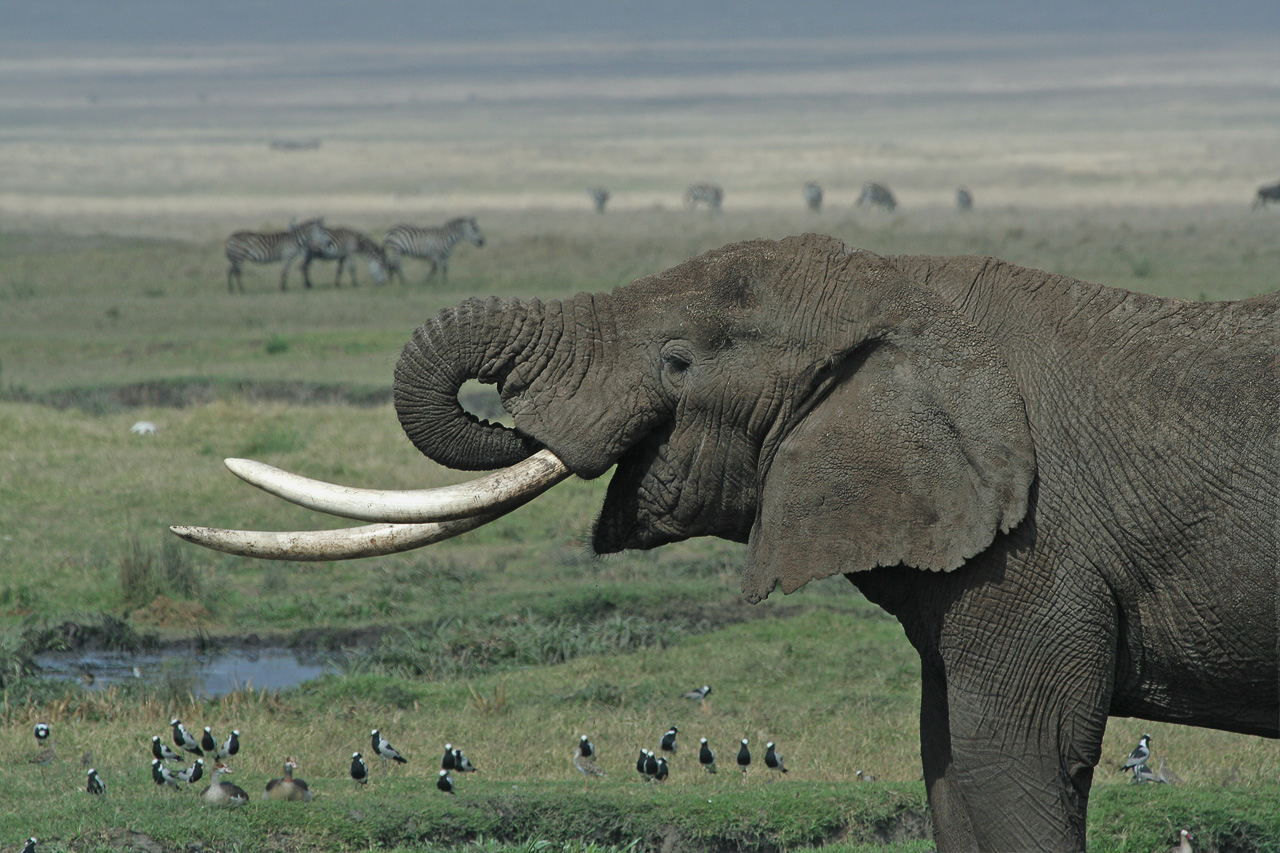
Ngà voi